# Comte Marcel·lí
El Comte Marcel·lí (en llatí Marcellinus Comes) fou un escriptor romà d'Orient probablement nadiu d'Il·líria però va exercir el càrrec de comte a Constantinoble. Devia viure a finals del segle vi a començaments del VI.
Se li atribueix l'obra IV. Libri de Temporum Qualitatibus et Positionibus Locorum, molt elogiada per Cassiodor, i que s'ha perdut. També va escriure un Chronicon que s'inicia amb el consolat d'Ausoni i Olibri el 379, quan va ser nomenat emperador Teodosi el Gran i va fins a la pujada al tron de Justí I el 518. Un continuador anònim va seguir el llibre fins al quart consolat de Justinià I el 534. El llibre té força valor històric.